# Ifield
Ifield är en stadsdel i Crawley, i distriktet Crawley, i grevskapet West Sussex, i England. Stadsdelen hade 10 579 invånare år 2021. Ifield var en civil parish fram till 1933 när blev den en del av Crawley. Civil parish hade 4 680 invånare år 1931. Byn nämndes i Domedagsboken (Domesday Book) år 1086, och kallades då Ifelt.